# Terraferma (Film)
Terraferma ist ein italienischer Spielfilm aus dem Jahr 2011 von Emanuele Crialese. Er thematisiert die Migration afrikanischer Flüchtlinge, die über die pelagische Insel Lampedusa den Weg nach Europa suchen, und schildert die dadurch entstehenden Probleme der Inselbewohner.

## Handlung
Im Mittelpunkt steht eine Familie auf der Insel Linosa südlich Siziliens. Großvater Ernesto widmet sich mit seinem Enkel Filippo noch dem traditionellen Fischfang. In seinem Haus lebt auch Filippos Mutter Giulietta, die Schwiegertochter Ernestos. Ihr Mann, Ernestos Sohn, ist vor einiger Zeit beim Fischen auf hoher See ums Leben gekommen. Giulietta ist mit ihren Lebensumständen unzufrieden. Sie spricht mit ihrem Sohn Filippo darüber, dass sie beide aufs Festland gehen und dort Arbeit suchen sollten, was Filippo aber ablehnt. Nino, Ernestos anderer Sohn, lebt inzwischen vom Tourismus. Er kann sich einiges leisten und schenkt Filippo ein Moped, das aber von der neidischen Dorfjugend sofort zu Schrott gefahren wird.
Eines Tages treffen Ernesto und Filippo mit ihrem Boot beim Fischen auf ein überladenes Floß mit heftig winkenden afrikanischen Flüchtlingen. Sie nehmen einige, die ins Wasser springen und auf sie zuschwimmen, an Bord. Die herbeieilende Küstenwache drängt das Floß indessen ab. Die meisten der geretteten Flüchtlinge können das Fischerboot Ernestos im Schutz der Nacht verlassen. Eine schwangere Flüchtlingsfrau und ihr Sohn werden im Hause Ernestos aufgenommen, wo die Frau, die noch in derselben Nacht ihr Baby zur Welt bringt, zunächst bleiben kann. Die Polizei sucht am nächsten Tag nach den entkommenen Flüchtlingen. Sie beschlagnahmt aus Schikane Ernestos Boot, findet die Flüchtlingsfamilie im Hause Ernestos aber nicht.
Giulietta möchte die Flüchtlingsfamilie loswerden, aber Ernesto behält sie zunächst weiterhin im Haus. Auch bei Giulietta wächst langsam das Mitleid mit der Flüchtlingsfrau Sara, die wie sie ihren Mann vermisst und ein besseres Leben sucht. Später erfährt man, dass die Frau vom Horn von Afrika kommend über Libyen auf das Floß gekommen ist und zu ihrem Mann nach Turin möchte.
Bei einem nächtlichen kleinen Badeausflug mit seiner Freundin schwimmen erneut Flüchtlinge auf Filippos Boot zu. Er wehrt sie mit Ruderschlägen gewaltsam ab und fährt mit dem Boot davon. Am nächsten Morgen werden einige der Schwimmer dem Verdursten nahe am Strand von Touristen aufgefunden. Die herbeigerufene Polizei drängt die Touristen ab und sperrt den Strand. Was weiter mit den Flüchtlingen geschieht, erfährt man nicht.
In einer nächtlichen Autofahrt will Ernesto die bei ihm versteckte Flüchtlingsfamilie aufs Festland bringen, aber die Polizei kontrolliert alle Fahrzeuge, die auf die Fähre wollen. Sie kehren um. Filippo, den inzwischen – nach dem Anblick der verdurstenden Flüchtlinge am Strand – das Gewissen plagt, entführt kurzerhand den Lieferwagen, nachdem Ernesto und Giulietta ausgestiegen sind. Er fährt zum Hafen, um die Flüchtlingsfrau mit ihren beiden Kindern auf dem Familienboot aufs Festland bringen. Der Film endet mit einer langen Luftaufnahme, die zeigt, wie das Boot in dunkler Nacht hinaus auf das Meer fährt.

## Hintergrund
Hauptdrehorte waren Linosa und Agrigent.
Die Filmhandlung hat für mehrere Darsteller einen biografischen Bezug. Hauptdarsteller Filippo Pucillo stellte weitgehend seine eigene Lebensgeschichte dar. Hauptdarstellerin Timnit T. ist selbst 2009 als Bootsflüchtling in Italien gelandet. Auch die übrigen Bootsflüchtlinge wurden von Laiendarstellern mit gleichem biografischem Hintergrund gespielt.
Der italienische Titel des Films bedeutet „Festland“. Die deutsche Erstaufführung hatte der Film beim Filmfest München 2012 unter dem Titel Terraferma – Feindesland. Die deutsche Synchronfassung ist unter dem gleichen Titel am 4. September 2013 als deutsche Erstausstrahlung im Bayerischen Fernsehen zu sehen.

## Rezeption
Anlässlich der Premiere bei den Internationalen Filmfestspielen von Venedig 2011 wurde der Film in der italienischen Presse je nach politischem Standpunkt unterschiedlich beurteilt.
In den deutschsprachigen Medien fand der Film bisher nur ein schwaches Echo. In der Berliner Zeitung wurde er von Anke Westphal als „allzu didaktisch“  bezeichnet. Susanne Ostwald sprach bei gleicher Gelegenheit in der Neuen Zürcher Zeitung davon, der Film habe „hölzerne Dialoge, überforderte Schauspieler und eine betuliche Moral“.  Der österreichische Standard bezeichnete die Preisverleihung in Venedig als „wenig zwingend“: Der Filmautor Emanuele Crialese habe „ein bestenfalls wohlmeinendes Sozialdrama abgeliefert“.
Beim Filmstart in der Schweiz 2012 wurde der Film in der Neuen Zürcher Zeitung dagegen positiver gesehen: Er habe „eine schlichte, naturnahe Symbolik, die jedoch in keinem Moment simpel erscheint“, und zeige eine „fabelgleiche, zuweilen fast mythische Expressivität“. Auch im Lexikon des Internationalen Films wird der Film positiver gesehen, wenn es heißt, der Film überzeuge durch seine „suggestive, poetische Bildsprache“.

## Auszeichnungen
Der Film wurde anlässlich zahlreicher Filmfestivals nominiert und auch ausgezeichnet, u. a. mit dem Spezialpreis der Jury auf den Internationalen Filmfestspielen von Venedig 2011.